# مول سانت نيكولاس
مول سانت نيكولاس هي مدينة من مدن هايتي من ضمن بلديات دائرة مول سانت نيكولاس في الإدارة الشمال غربية. يبلغ عدد سكانها 4000 نسمة.